# صمم حسي عصبي خلقي عند القطط

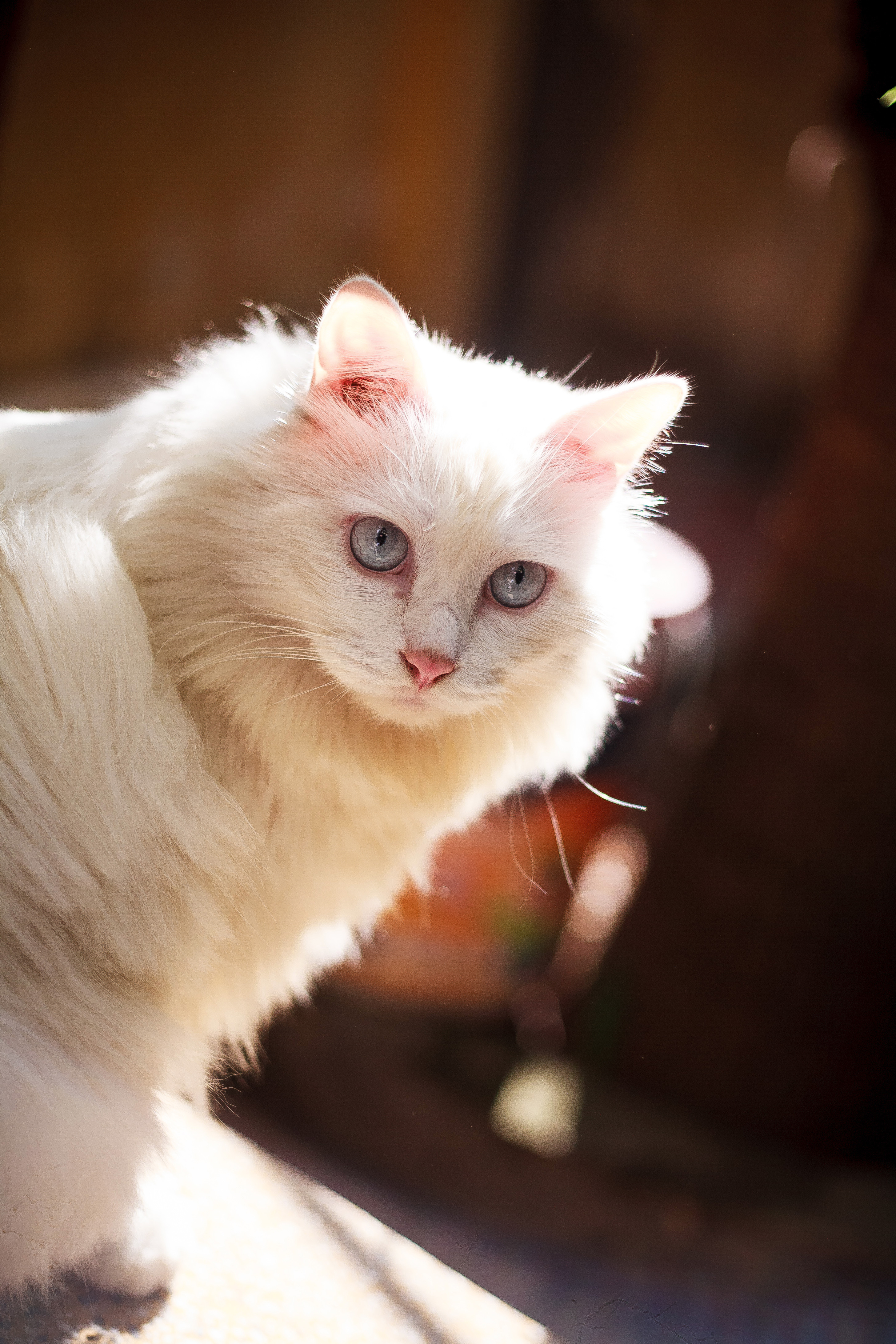
قط أصم تمامًا وأبيض نقي وأزرق العينين

قد يحدث الصمم الحسي العصبي الخلقي في القطط المنزلية التي تمتلك الفراء الأبيض. ويُعد صمم خلقي يحدث نتيجة انتكاسة في الأذن الداخلية. وإن هذا النوع من الصم أكثر شيوعًا وانتشارا في القطط البيضاء عنه في القطط ذات الألوان الأخرى.

## نسبة الاصابة
غالبًا ما تكون القطط المنزلية ذات العيون الزرقاء والفراء الأبيض صماء تمامًا. حيثُ يذكر تشارلز داروين هذه الظاهرة في كتابه أصل الأنواع لشرح الاختلافات الوراثية المترابطة. ويمكن أن يحدث الصمم لدى القطط البيضاء ذات القزحية الصفراء أو الخضراء أو الزرقاء، على الرغم من أنه غالبًا ما يحدث لدى القطط البيضاء ذات القزحية الزرقاء. أما القطط البيضاء ذات العين الزرقاء والعين الأخرى بلون مختلف (القطط ذات العيون المختلفة)، فمن المرجح أن يؤثر الصمم على الأذن في جهة العيون الزرقاء. فإن حوالي 50% من القطط البيضاء لها عين واحدة أو عينان زرقاوين.
وفقًا لجمعية ASPCA فإن ما نسبته من (17 - 20 %) من القطط البيضاء ذات العيون غير الزرقاء قد تكون صماء؛ و40 % من القطط البيضاء ذات العيون المختلفة إحداهما زرقاء تعاني من الصمم، و(65 - 85 %) من القطط البيضاء والعيون الزرقاء تعاني من الصمم.
وأظهرت نتائج دراسة أجريت سنة 1997 على القطط البيضاء أن 72% منها تعاني من الصمم التام. كما توصلت على أن عضو كورتي في القوقعة قد تعرضت لتدهور بشكل كامل خلال الأسابيع القليلة الأولى بعد الولادة. وعلى الرغم من ذلك، حتى في أثناء هذه الأسابيع لم تُستثار أي استجابات من جذع الدماغ بواسطة المحفزات السمعية، مما يشير إلى أن هذه الحيوانات لم تختبر أي إحساس سمعي قط. ووُجد أنه بعد بضعة أشهر من تدهور عضو كورتي، بدأت العقدة الحلزونية للقوقعة بالتدهور أيضًا.

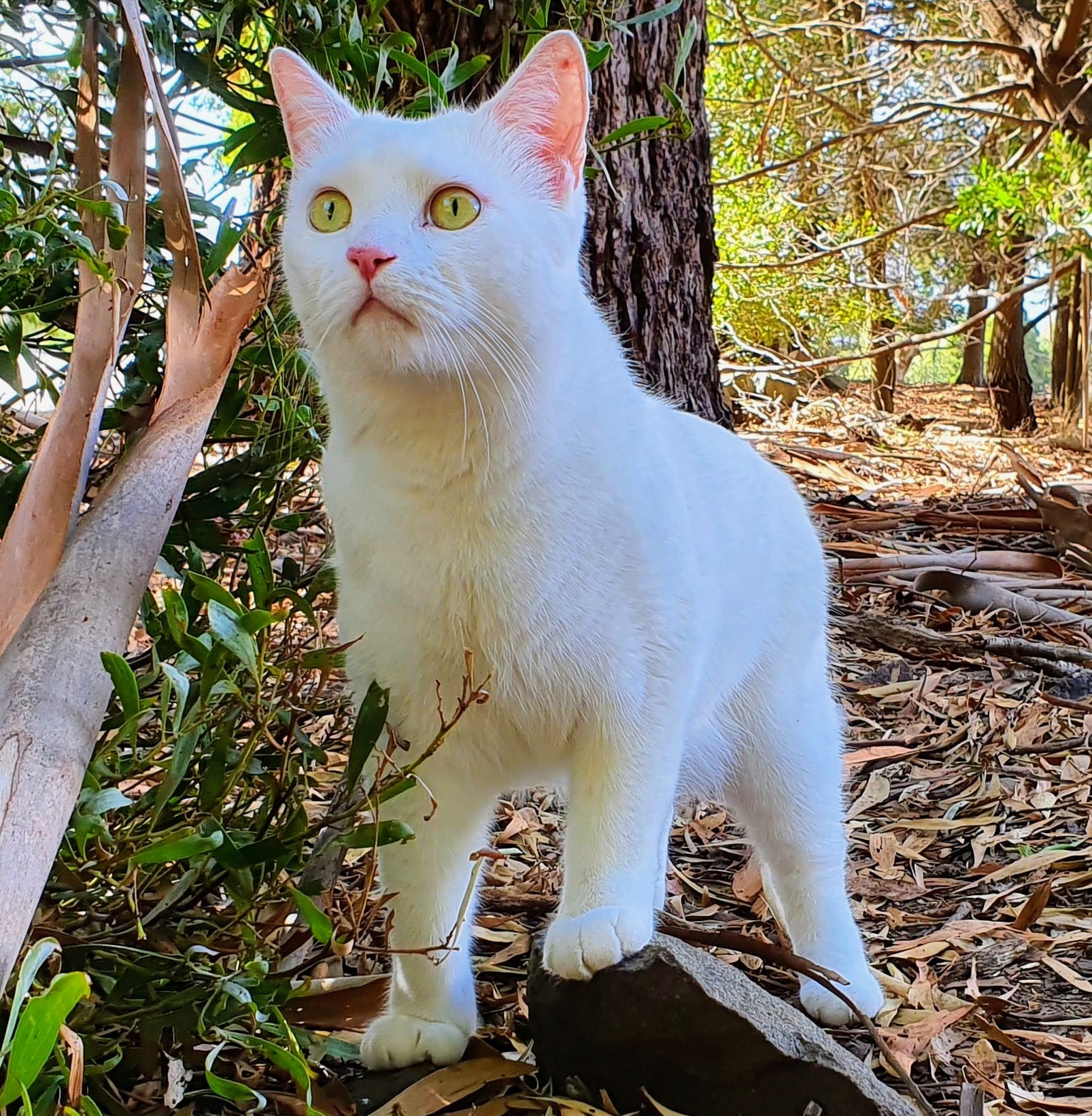
قطة بيضاء صماء ذات عيون صفراء

ولفحص مستوى الصمم عند القطط يُستخدم اختبار BAER (استجابة جذع الدماغ السمعية المستحثة).

## علم الوراثة
أجريت دراسات قليلة حول ربط هذه الظاهرة بالجينات المعروفة بأنها متسببة في متلازمة واردينبيرغ عند البشر، وقد تعرف أيضا على أنها متلازمة فقدان كل من السمع وصبغة اللون والتي قد تنتج بسبب اضطراب وراثي في نمو خلايا العرف العصبي، فإن مثل هذا النوع من الاضطراب عند البشر سوف يؤثر في القطط أيضًا. وعُثر على متلازمة واردينبيرغ من النوع 2A (الناجم عن طفرة في MITF) في العديد من الثدييات الصغيرة الأخرى بما في ذلك الكلاب والمنك والفئران، وجميعها تظهر على الأقل تصبغًا أبيض مرققًا وبعض انتكاس القوقعة والكييس، كما هو الحال في القطط البيضاء الصم.
إن الجين الرئيسي الذي قد يتسبب في جعل القطط تمتلك فراءً أبيضًا هو جين إخفاء سائد، وهو أليل من جين KIT الذي قد يثبط كل من التصبغ والسمع. وعندما يكون للقط لون وجين فرو أساسي، ولكن يكون الجين الأبيض السائد موجودًا، فلن يُعبر عن هذا الجين، وبالتالي ستعانى القطة من الصمم. إن القطة متماثلة الأليل (WW) أو غير متماثلة الأليل (Ww) لهذا الجين سيكون فرائها أبيضًا بغضّ النظر عن جينها أو لونها الأساسي. وإن القطة التي تفتقر إلى هذا الجين المهيمن (ww) سيظهر لونها فرائها. وقد جعلت طفراتKIT تؤدي إلى إزالة اللون بشكل غير منتظم وبالتالي القزحية المختلفة لدى البشر، وقد وجد أن KIT يزيد من تعبير الجينMITF، الجين المسؤول عن متلازمة واردينبيرغ البشرية من النوع 2A.

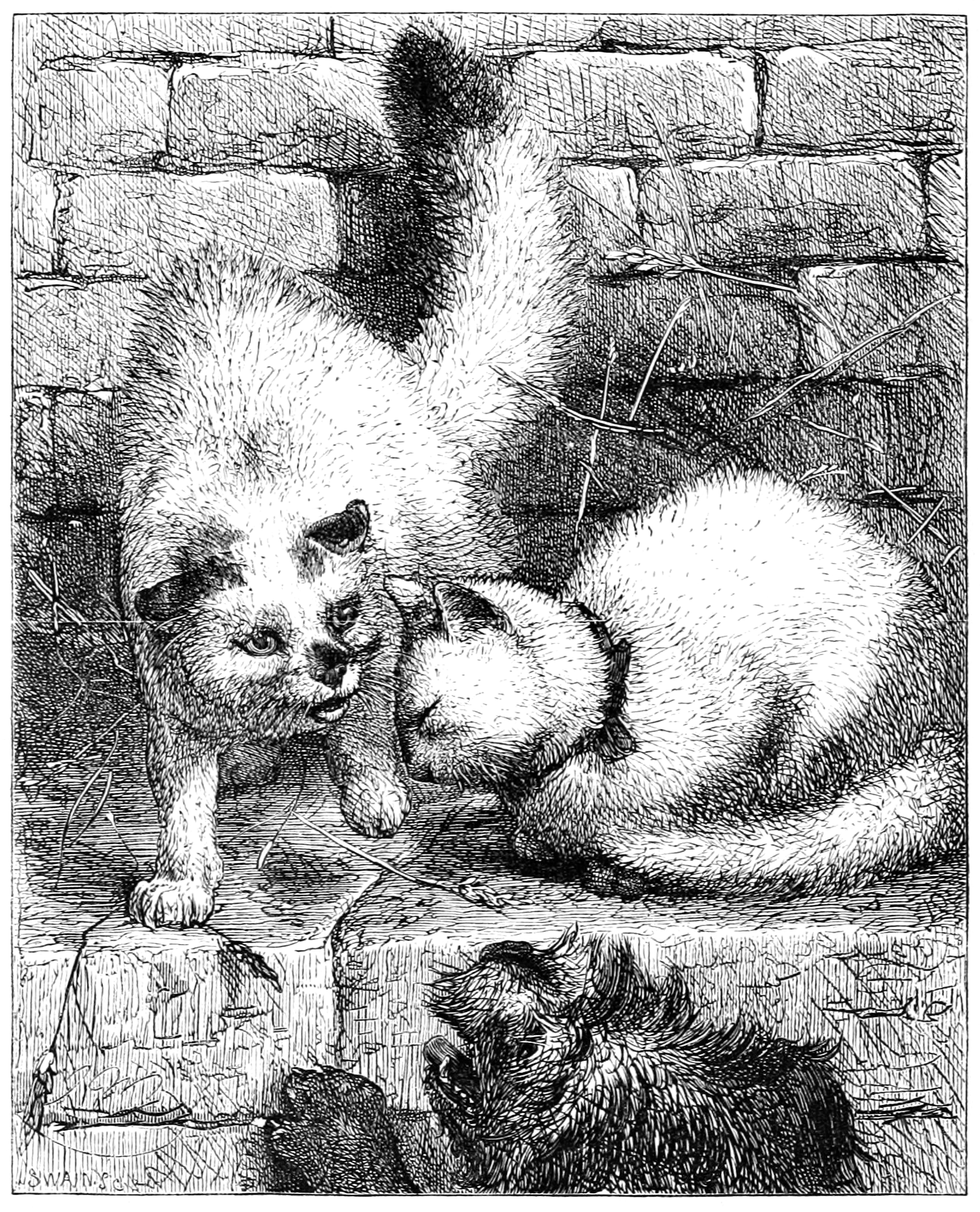
يُصوِّر هذا النقش قطتين على جدار، وتحتهما كلب ينبح. القطة المرقطة تحاول ابعاد الكلب، بينما القطة البيضاء الصماء تغفو، غير مدركة للنباح.

### القطط البيضاء ذات العيون الزرقاء وغير الصماء
القط قد يمتلك عيون زرقاء وذلك لأسباب أخرى غير هذا المرض. حيثُ أن الرابط الثابت لصمم القطط هو وجود الفراء الأبيض والعيون الزرقاء معًا. الفكرة الخاطئة الشائعة هي أن كل القطط البيضاء ذات العيون الزرقاء صماء. حيثُ من الممكن أن يكون لدى قطة فراء أبيض بدون هذا الجين، وهو شكل حاد من البقع البيضاء، على الرغم من ندرة ذلك؛ فعادةً ما تبقى بعض البقع الصغيرة غير البيضاء.
من الممكن أن يكون هناك قط ذو فراء أبيض بطبيعته بدون هذا الجين، كشكل متطرف من البقع البيضاء، على الرغم من أن الشيء يعتبر نادر -تبقى عادة بقعة صغيرة غير البيضاء.
وهناك جينات متعددة مسؤولة عن العيون الزرقاء، والعديد من هذه الجينات غير مرتبطة بإخفاء اللون أو الفراء الأبيض أو الصمم، مثل جين العين الزرقاء السائد (DBE) الذي يحمله قط أوزوس ازولي. مثال آخر هو طفرة في جين تايروسيناز الذي يُسبب تلونًا للأطراف، وهو شكل من أشكال المهق الجزئي الذي يُرى في القطط السيامية والسلالات المتفرعة عنه. قطة فورجين البيضاء وهي نوع أبيض من القطط السيامية، ليست عرضة للصمم بسبب لونها أيضًا.

## في الثقافة الشعبية
شخصية القط سنوكيت من سلسلة المحاربين في رواية "المسار الخطير" تعاني من صمم عصبي حسي خلقي. تؤدي حالته إلى وفاته لأنه فشل في سماع تحذير والدته من ظهور حيوان مفترس.